# Abacetus flavipes
Abacetus flavipes là một loài bọ chân chạy thuộc phân họ Pterostichinae. Loài này được C.G.Thomson mô tả lần đầu năm 1858.